# Dylan McIlrath
Dylan McIlrath, född 20 april 1992 i Winnipeg, Manitoba, Kanada, är en kanadensisk ishockeyback som spelar för Detroit Red Wings i National Hockey League (NHL). Han har tidigare spelat för New York Rangers och Florida Panthers.
Han valdes som nummer 46 totalt i CHL-draften, och i första rundan i 2010 års draft av New York Rangers som tionde spelare totalt.
McIlrath är känd för sin tuffa spelstil och för att vara en duktig slagskämpe.